# Praina rufisigna
Praina rufisigna är en fjärilsart som beskrevs av George Francis Hampson 1907. Praina rufisigna ingår i släktet Praina och familjen nattflyn. Inga underarter finns listade i Catalogue of Life.